# Bruno Geremia
Bruno Geremia (Padova, 7 marzo 1911 – Padova, 19 aprile 1937) è stato un calciatore italiano, di ruolo attaccante.

## Carriera
Gioca due stagioni con la maglia del Padova collezionando 5 presenze e un gol in Serie A.